# ابن الجحام
محمد بن عباس بن علي بن مروان بن الماهيار أبو عبد الله البزاز المعروف بابن الجحام، محدث شيعي إمامي، من رجال الشيعة الثقات في الرواية. يُكنى أبا عبد الله، سمع منه التلعكبري سنة 328 هـ وله منه إجازة.

## مؤلّفاته
1. تأويل ما نزل من القرآن الكريم في النبي وآله، قال النجاشي الإمامي: «إنه كتاب لم يصنف في معناه مثله، وقيل إنه ألف ورقة.»[4]
2. تأويل ما نزل في أعدائهم
3. تأويل ما نزل في شيعتهم
4. قراءة أمير المؤمنين
5. الناسخ والمنسوخ
6. قراءة أهل البيت
7. المقنع في الفقه
8. التفسير الكبير
9. الدواجن
10. الأُصول
11. الأوائل